# Claude C. Bloch
Pour les articles homonymes, voir Claude Bloch et Bloch.
Claude Charles Bloch (né à Woodbury, Kentucky le 13 juillet 1878 et mort à  Washington le 4 octobre 1967) est un amiral de la marine américaine.

## Biographie
Né à Woodbury (Kentucky), Bloch fit ses études à l'Académie navale d'Annapolis et obtint son diplôme en 1899.
Pendant la Première Guerre mondiale il commanda le croiseur auxiliaire USS Plattsburg (ID–1645), puis, de 1927 à 1929, le cuirassé USS California (BB-44). Il fut ensuite commandant en chef de la Flotte des États-Unis entre 1938 et le 6 janvier 1940.
Il fut responsable du district naval de Pearl Harbor à Hawaï durant l'attaque japonaise du 7 décembre 1941.
Il prit sa retraite en 1945 et mourut à Washington.
Il est enterré au cimetière national d'Arlington.